# 埃爾萊翁山

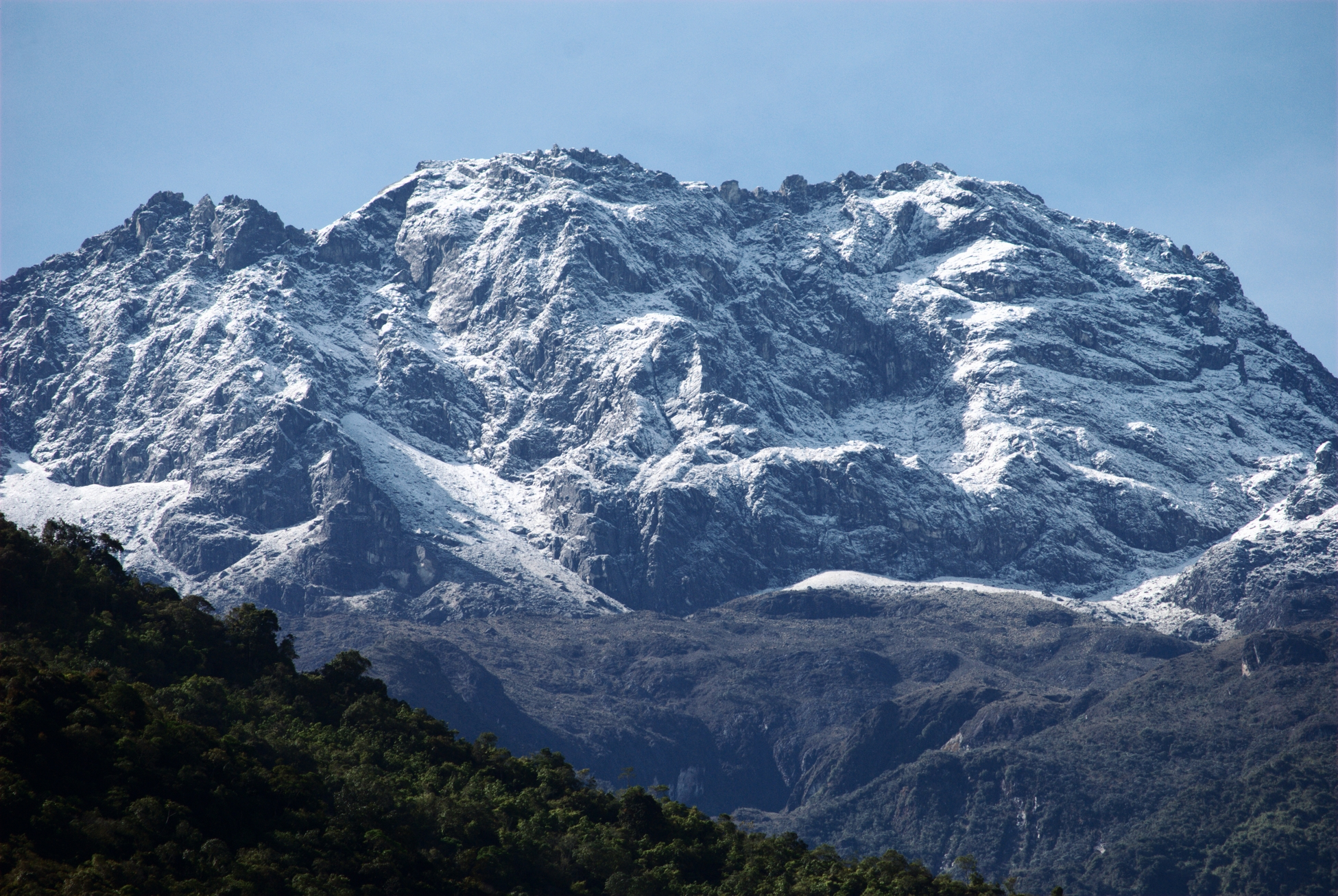

8°30′37″N 71°06′03″W / 8.51028°N 71.10083°W
埃爾萊翁山（西班牙語：Pico El León），是委內瑞拉的山峰，位於該國西部梅里達州，屬於安第斯山脈中梅里達內華達山脈的一部分，該山峰海拔高度4,740米。